# Época fotónica
En cosmología física, la época fotónica fue el periodo en la evolución temprana del universo en la cual los fotones dominaron la energía universal. Se inició después que la mayoría de los leptones y de los antileptones fue aniquilada al final de la época leptónica, aproximadamente 10 segundos después del Big Bang. Durante los primeros pocos minutos de la época fotónica se generaron núcleos atómicos en el proceso de nucleosíntesis. El resto de la época fotónica, el universo contenía un denso y caliente plasma de núcleos, electrones y fotones.
En el inicio de este periodo, muchos fotones tenían energía suficiente para fotodisociar deuterio, de modo que los núcleos atómicos que generó fueron rápidamente disociados en protones y neutrones. A los diez segundos, aún más pocos fotones de alta energía eran disponibles para fotodisociar deuterio. Por ello comenzó un incremento cuantitativo de estos núcleos. Mediante procesos de fusión nuclear empezó la creación de átomos más pesados: tritio, helio-3 y helio-4. Finalmente, comenzaron a aparecer trazas de litio y de berilio. Una vez que la energía térmica decayó a menos de 0.03 MeV finalizó la nucleosíntesis. Ahora se establecieron evaluaciones primordiales, con las cantidades determinadas en la época moderna que proporciona controles de los modelos físicos de este periodo.
Transcurridos 370 000 años después del Big Bang, la temperatura del universo disminuyó hasta el punto donde los núcleos podrían combinarse con electrones para generar átomos neutros. Como resultado, los fotones ya no interactuaron con frecuencia con la materia, el universo devino transparente, se creó la radiación de fondo de microondas cósmicas y luego ocurrió la formación de la estructura. A esto se le denomina superficie de última dispersión, pues corresponde a una superficie exterior virtual del universo esférico observable.